# Brödjobb
Brödjobb kallas ett arbete även utanför kultursektorn som en kulturarbetare tar för att säkra sin inkomst utöver utövandet av sitt kulturskapande.
Ett brödjobb kan uppfattas som antingen ett sätt för personen att uppnå autonomi från marknaden, eller som något negativt som hindrar personen från att ägna sig åt kulturen på heltid och därmed konstruktionen av en professionell identitet. Ytterst är det dock lön, anställningstrygghet och arbetstid som avgör hur personen upplever sitt brödjobb.
Det engelska uttrycket "Don't quit your day job!" är en humoristisk reaktion på en undermålig eller medioker prestation som inte når upp till professionell standard. Frasen antyder att personen till vilken den framförs saknar tillräckligt med talang för att kunna göra karriär av liknande prestationer.